# Мерная икона

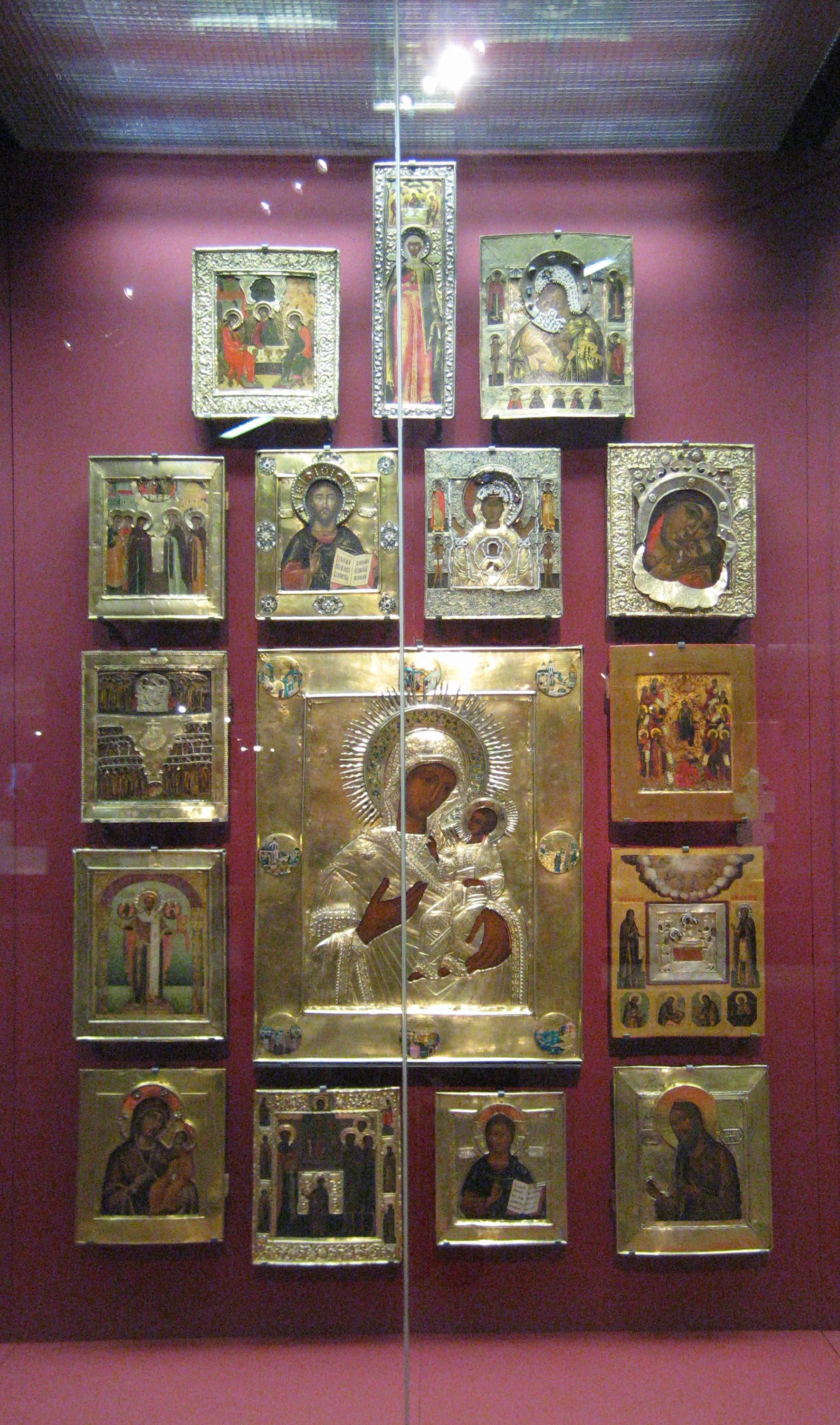
Надгробный иконостас царевны Софьи из Смоленского собора Новодевичьего монастыря: мерная икона царевны помещена в самом верху

Мерная икона, княжеская икона, родимая икона — в Русском государстве XVII—XVIII веков икона, которую создавали ко дню крещения ребёнка. Традиция существовала практически исключительно в царской семье. Такая икона была узкой, а по высоте соответствовала росту («мере») новорождённого и изображала тезоименного ему святого. До нашего времени в музеях сохранилось не более 25 подобных дореволюционных икон.
В России XXI века традиция была воскрешена, потеряла элитарность, стала массовой (за 2006 г. в РФ написано более 50 тыс. мерных икон) и была поставлена на коммерческую основу. Современными иконописцами разработана сложная «иконография» и символика таких икон, не опирающаяся на историческую традицию.

## История и предназначение
Искусствоведы не уверены относительно значения мерных икон в царской семье. «Можно предположить, что мерным иконам отводилась определённая роль в церемонии погребения их владельца, после чего они оставались в храме-усыпальнице, но какова именно была их роль и какое именно место им отводили при гробах последних Рюриковичей, пока остаётся невыясненным».
Исследователю мерных икон из музеев Кремля Т. Е. Самойловой не удалось обнаружить «какой-либо достоверной информации о причинах и обстоятельствах, послуживших возникновению данной традиции». Поэтому она выдвинула предположение о том, что введение традиции мерных икон входит в концепцию сакрализации царской власти, проводимой Иваном Грозным. «Такая икона была призвана сопровождать по жизни своего владельца, оберегая его от возможных несчастий. Этот обычай также теснейшим образом связан с общим процессом сакрализации царской власти. Родимые иконы фиксировали рост младенца, царского наследника, приносимого в обряде крещения Богу „яко некое священное приношение“ от царской династии. Сама же идея мерной иконы имела хорошо прочитывавшуюся современниками символическую связь с „мерами“ Гроба Господня, а подобные ассоциативные связи способствовали закреплению за ней значения реликвии царского рода».

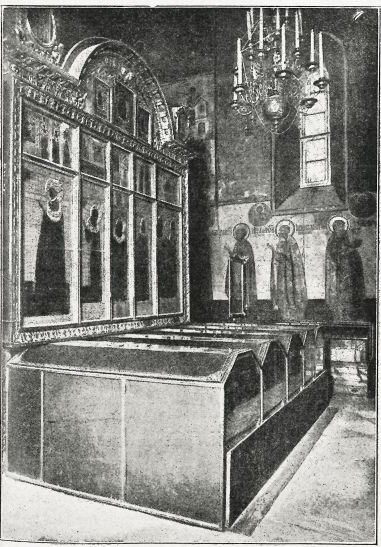
Надгробный царский иконостас в Архангельском соборе (ныне разобран). Мерные иконы установлены во втором ряду, над большими патрональными иконами, изображающими святых в молении

«Нам неизвестно, когда именно мерные иконы, составлявшие „личную святость“ умершего, попадали в надгробный иконостас. Однако саму идею их присутствия в надгробных иконостасах помогают понять миниатюры иллюстрированных Синодиков, которые в русской традиции являются аналогом западноевропейской книге Ars Moriendi. На одной из миниатюр Синодика XVII в. изображено, как мамка качает в люльке спеленутого младенца. В нижней части той же миниатюры — гроб, в котором в погребальных пеленах лежит умерший. Миниатюра снабжена следующей подписью: „Приидите, последнее целование дадим брату умершему, Бога похваляюще, се бо отшел… от рождения своего… от суеты страстныя плоти во гроб идет“ (Мин. 13). Текст и изображение раскрывают идею пространства жизненного пути, заключённого между иконой в меру роста новорождённого и его гробницей, между его отправной и конечной вехой: при рождении измеряли пришедшего в мир человека, чтобы в меру роста написать икону его святого покровителя, по смерти с него снимали мерку для изготовления гроба».
Больше всего сохранившихся мерных икон происходит из Архангельского собора Московского Кремля — великокняжеской и царской усыпальницы, где они помещались над надгробиями. «Но где они должны были находиться изначально — неизвестно. Предназначались ли они для келейного, домашнего обихода или были написаны для „детской“ Сретенской церкви? Загадочным для нас остаются и обстоятельства их появления в Архангельском соборе».
Поскольку древнейшие иконы сделаны к крещению трёх сыновей Ивана Грозного, однако иконы его первенца Дмитрия (1552—1553) нет, учёные предполагают, что традиция написания родимых икон берет своё начало именно с момента рождения второго сына Ивана IV — Ивана Ивановича (1554). Традиция продолжалась в царской семье до петровских времен. Обычай в некоторой степени блюли в императорской России. Так, известно, что на могилу Петра I (Петропавловский собор) в 1827 году его потомком Николаем I была возложена мерная икона с изображением апостола Петра, писанная С. Ушаковым и Ф. Козловым. Икона эта славилась тем, что представляла меру роста Петра при рождении — 11 вершков (49 см) в длину, 3 вершка (13,3 см) в ширину. Могилу императора Павла I (там же) украшала икона апостола Павла в рост при рождении — 11,5 вершков (52 см).
После петровских реформ в других сословиях встречались единичные случаи мерных икон как подражания древнерусскому царскому обычаю. Заведующая сектором живописи Государственного историко-культурного заповедника «Московский Кремль» Татьяна Самойлова объясняет, что «именно в это время появляются мерные иконы, принадлежащие персонам не царского рода: дворянам, знати. Второй всплеск интереса к мерным иконам наблюдался в конце XIX — начале XX века, но был прерван революцией. Сегодня мы наблюдаем третью волну популярности таких иконописных изображений».

## Известные памятники
Эти памятники массово создавались лишь в течение 4-х поколений: дети первого царя — Ивана IV; (в Смутное время образовалась лакуна); дети первого царя из династии Романовых — Михаила Фёдоровича; дети и внуки второго из Романовых — Алексея Михайловича. Далее известно о существовании мерной иконы правнука Петра Великого — императора Павла (р. 1754), первого мальчика, рождённого после 1715 года.

#### Сохранившиеся иконы
В музеях Московского Кремля сохранилось подавляющее число таких икон; они происходят из мужской усыпальницы — Архангельского собора Московского Кремля. Также некоторые мерные иконы происходят из женской кремлёвской усыпальницы — Вознесенского монастыря, а также из Новодевичьего монастыря, служившего жилищем и усыпальницей для царевен.
Сыновья Ивана IV:
1. «Иоанн Лествичник»  (1554, ММК) — царевич Иван Иванович
2. «Феодор Стратилат»  (1557, ММК) — царь Фёдор Иоаннович
3. «Димитрий Солунский»  (1582, ММК) — царевич Дмитрий Углицкий

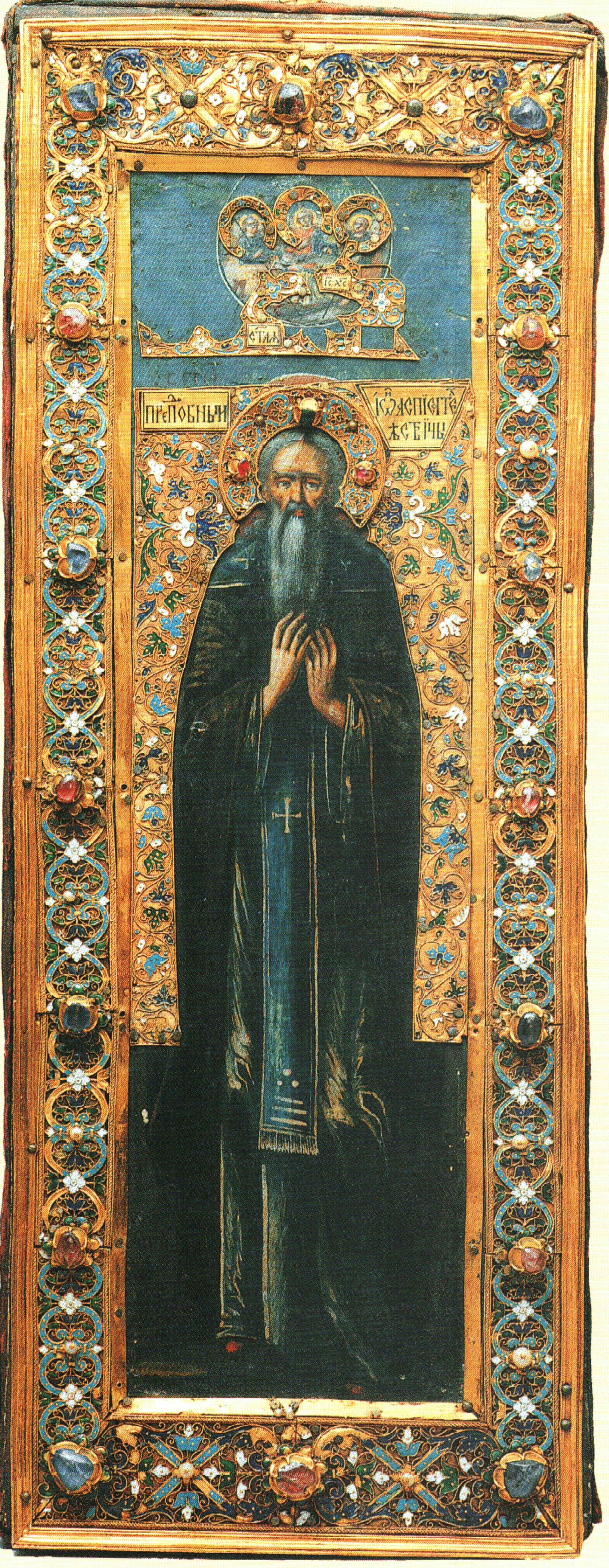
«Иоанн Лествичник»
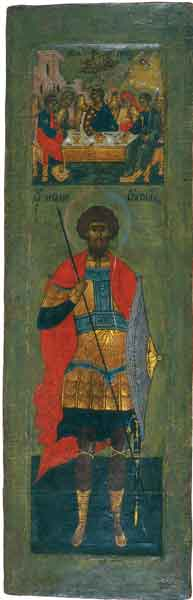
«Феодор Стратилат»
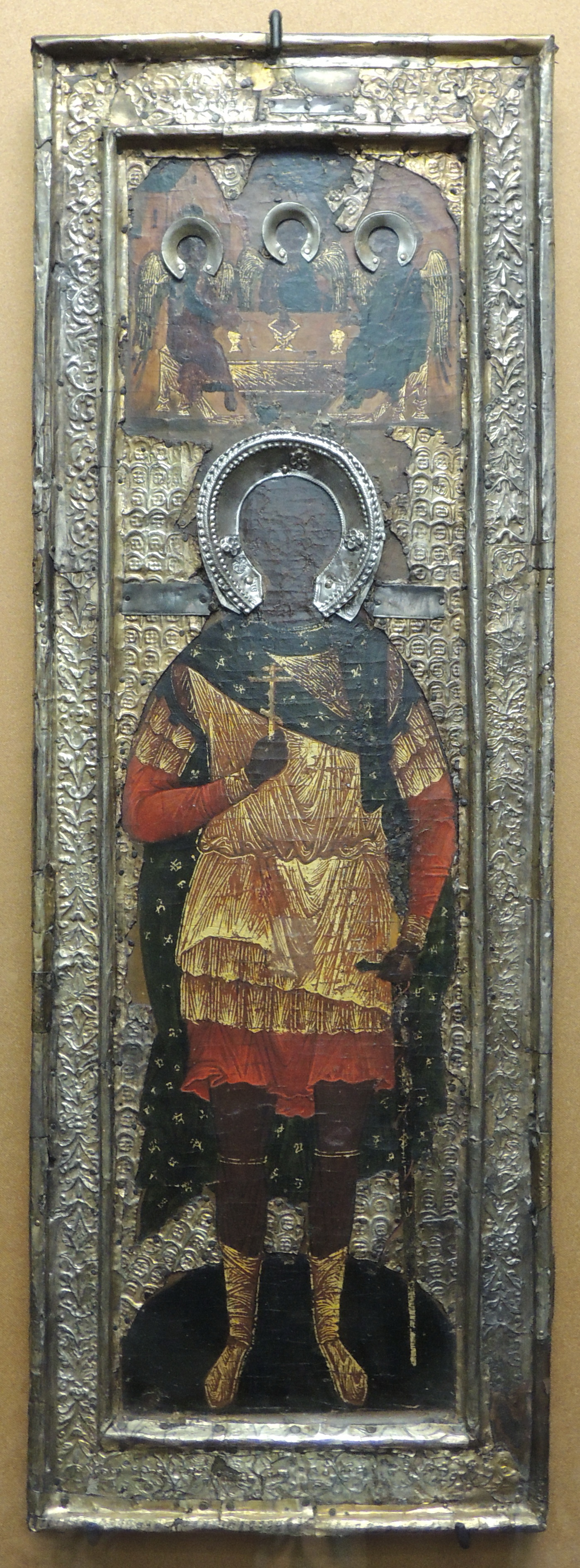
«Димитрий Солунский»

Сыновья Михаила Фёдоровича:

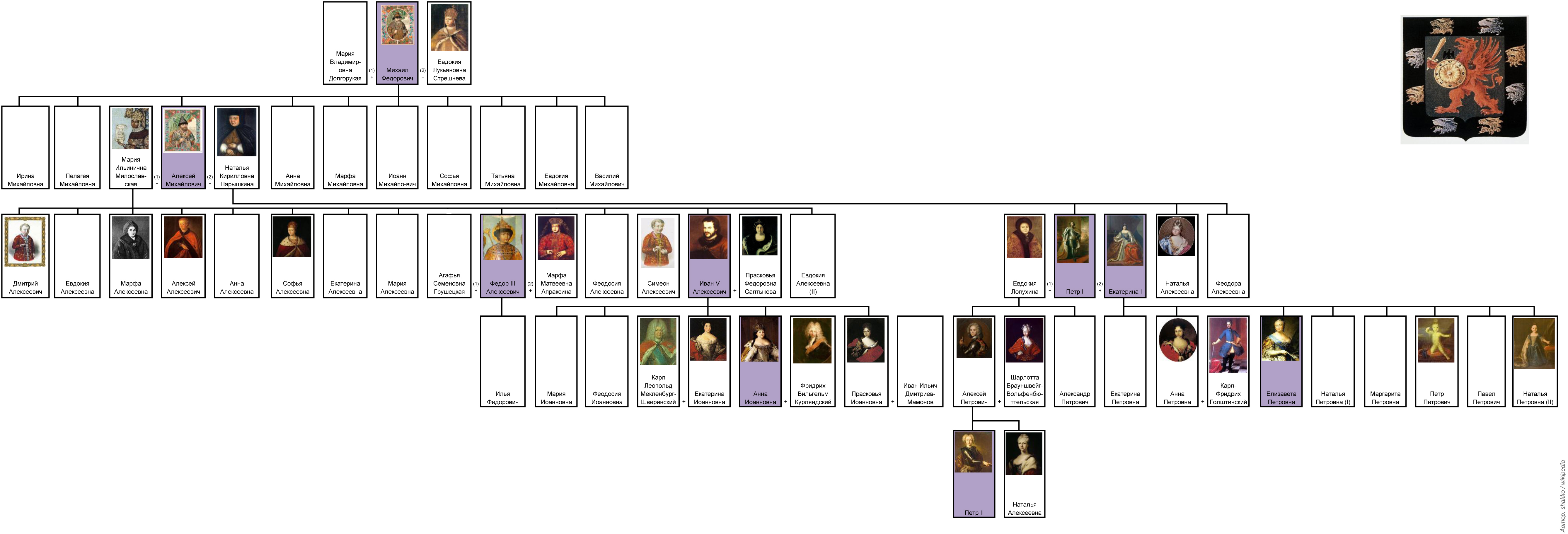
Царская династия Романовых до пресечения в 1762 г.

1. «Алексий — Человек Божий» (1629, ММК, 57 х 19 см) — царь Алексей Михайлович
2. «Иоанн Белоградский» (1633, ММК) — царевич Иван Михайлович
3. «Василий Анкирский» (1639, ММК) — царевич Василий Михайлович

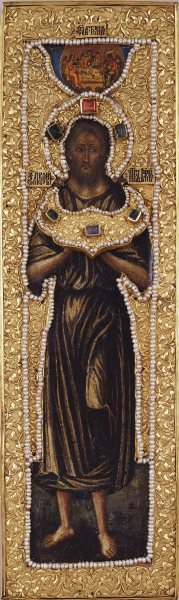
«Алексий — Человек Божий»
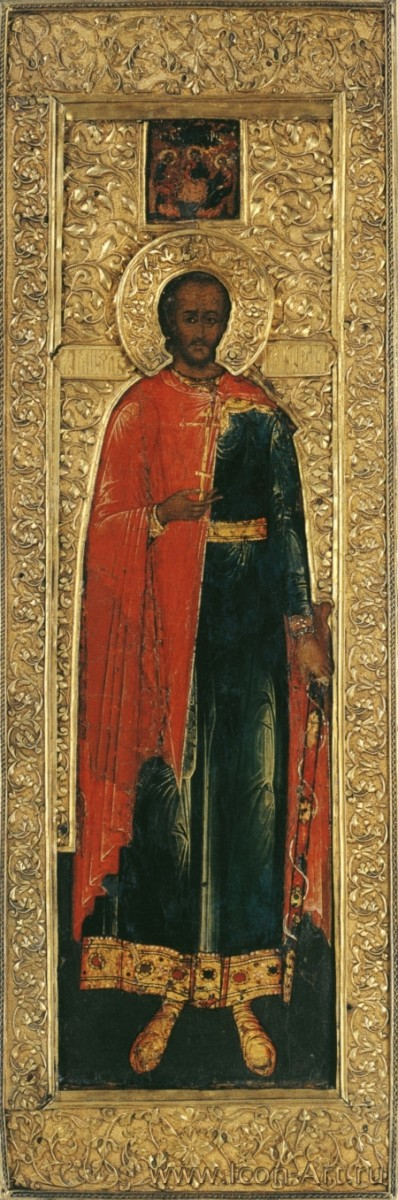
«Иоанн Белоградский»
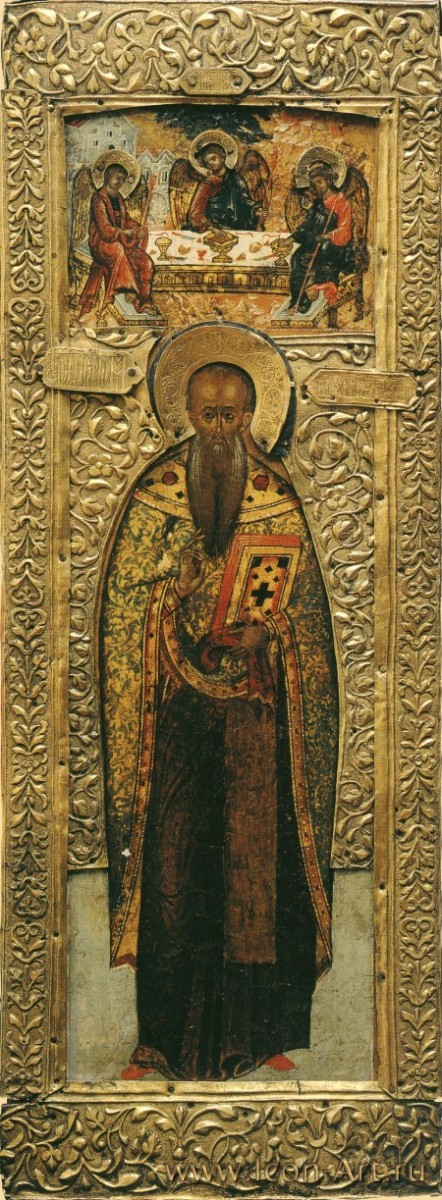
«Василий Анкирский»

Дети Алексея Михайловича:
1. «Димитрий Солунский»  (1648, ММК) — царевич Дмитрий Алексеевич
2. «Федор Стратилат» (1661, ММК), худ. Симон Ушаков — царь Федор III Алексеевич
3. «Симеон Персидский» (1665, ММК), худ. Фёдор Зубов — царевич Симеон Алексеевич
4. «Иоанн Креститель» (1666), худ. Степан Резанец[10][11] — царь Иван V Алексеевич.
5. «Евдокия» (1650, ГИМ) — царевна Евдокия Алексеевна
6. «Мученица София» (1657, ГТГ, 10,5х3 в.) — царевна Софья Алексеевна

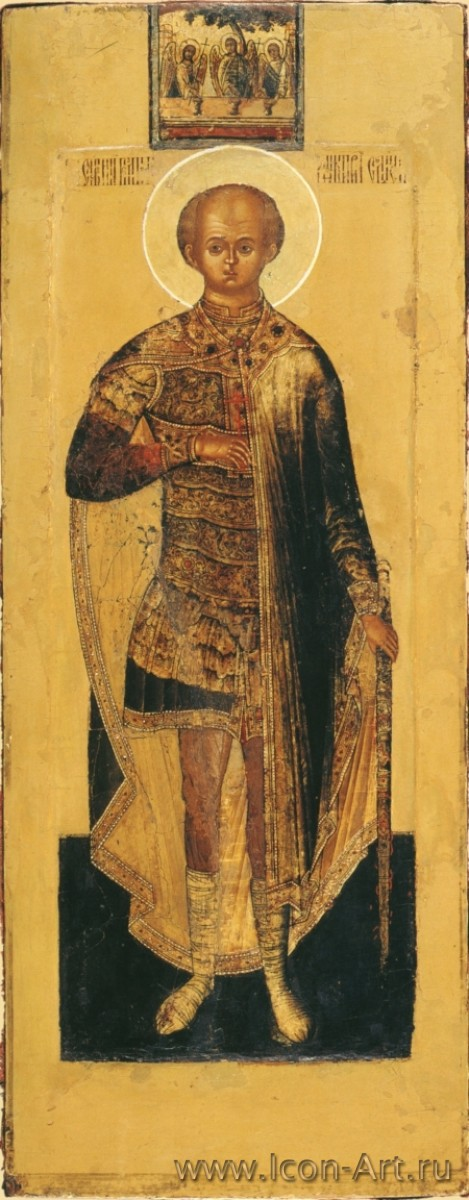
«Димитрий Солунский»
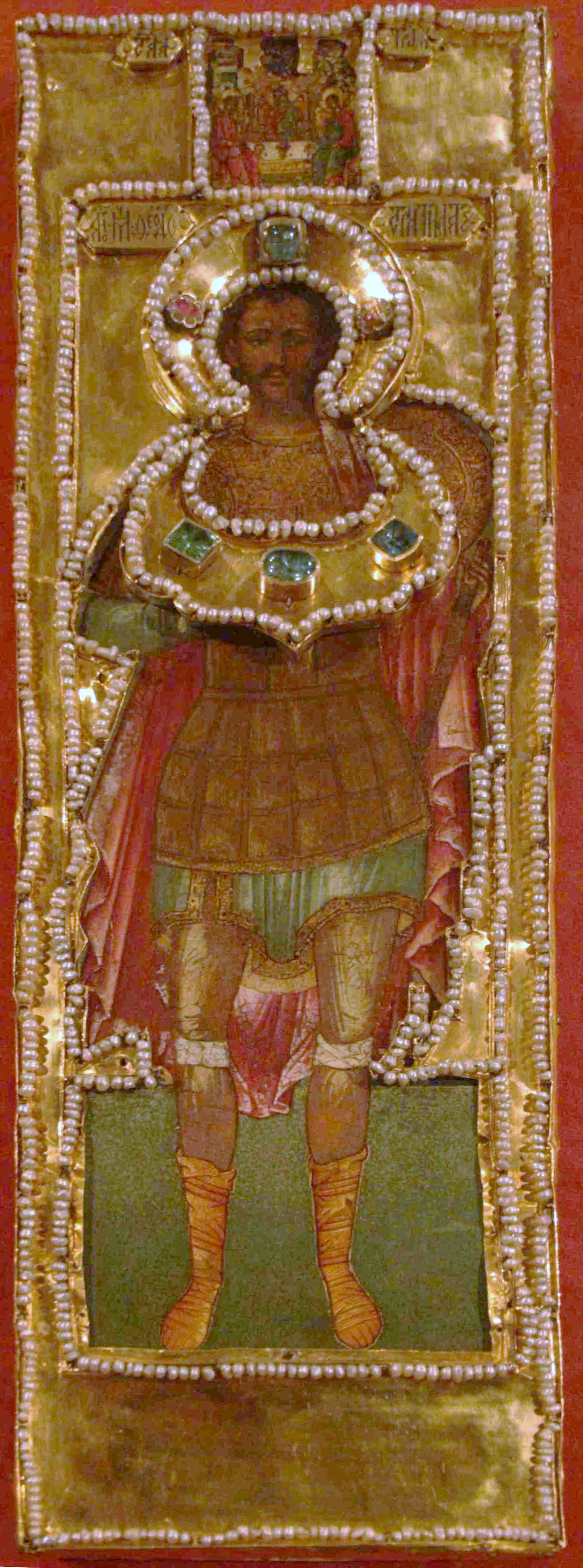
«Федор Стратилат»
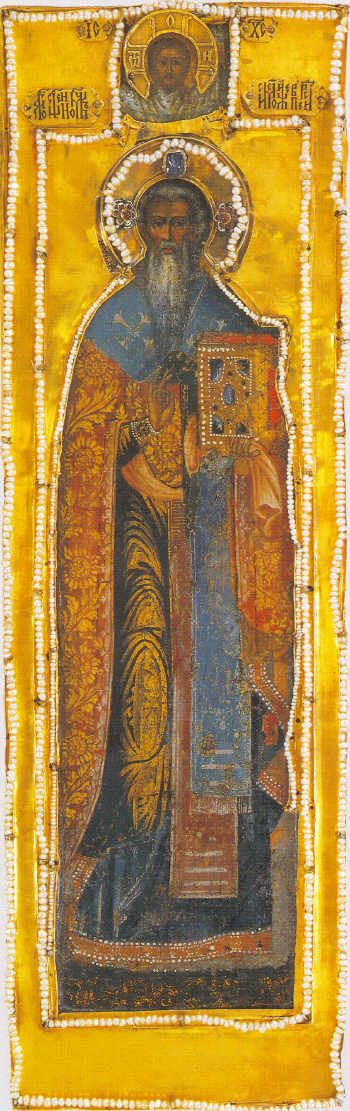
«Симеон Персидский»
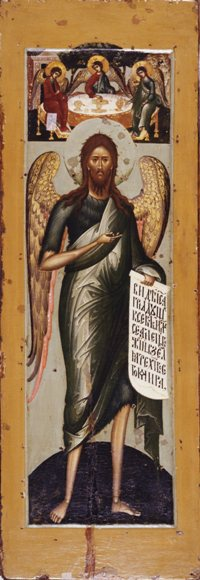
«Иоанн Креститель»
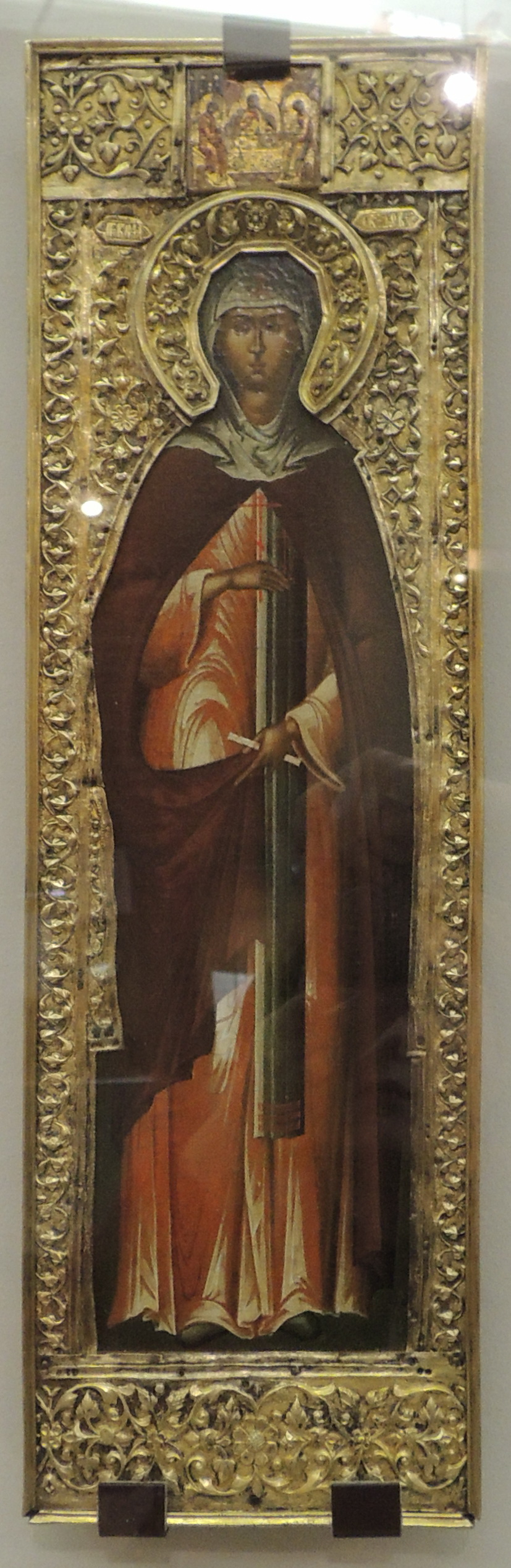
«Святая Евдокия»
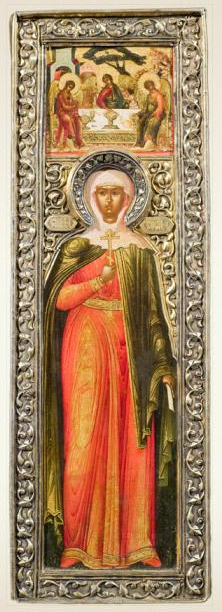
«Святая София»

При соправителях-братьях: дочери Ивана V и дети Петра I:
1. «Феодосия» (1690, ГТГ[12]), худ. Кирилл Уланов — царевна Феодосия Иоанновна
2. «Александр Невский» (1691) — царевич Александр Петрович
3. «Параскева» (1694, ГТГ[13]), худ. Василий Уланов — царевна Прасковья Иоанновна

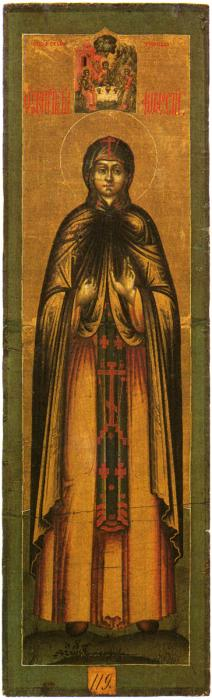
«Феодосия»
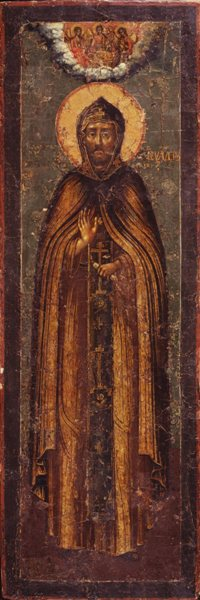
«Александр Невский»
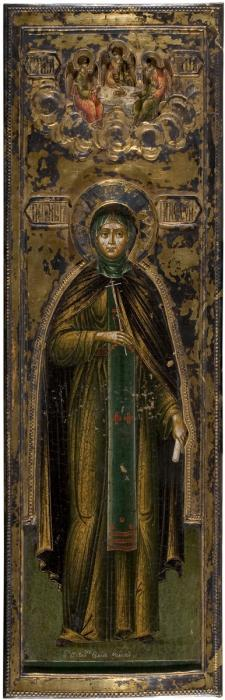
«Параскева»

В период Российской империи:
1. «Александр Невский» (1818) — император Александр II. Хранится в собрании ГМЗ «Петергоф», выставлена в постоянной экспозиции Петропавловской церкви Большого Петергофского дворца.
2. «Александр Невский» — мерная икона великого князя Александра Николаевича (Александра II). Была пожалована императором Николаем I в Александровский кадетский корпус в Бресте (тип Боровиковского, ГРМ?)[14]

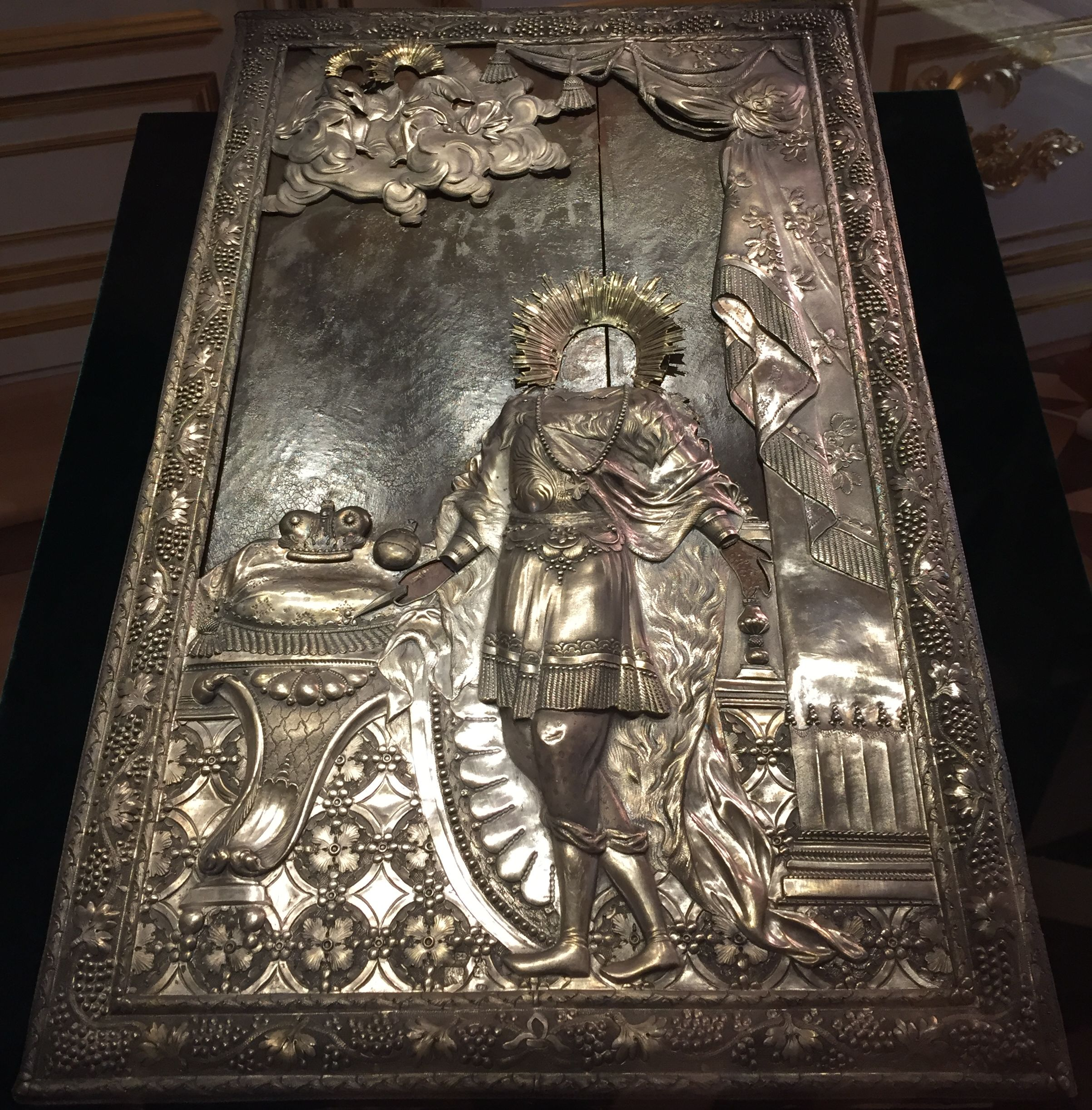
«Александр Невский», 1818 (оклад)
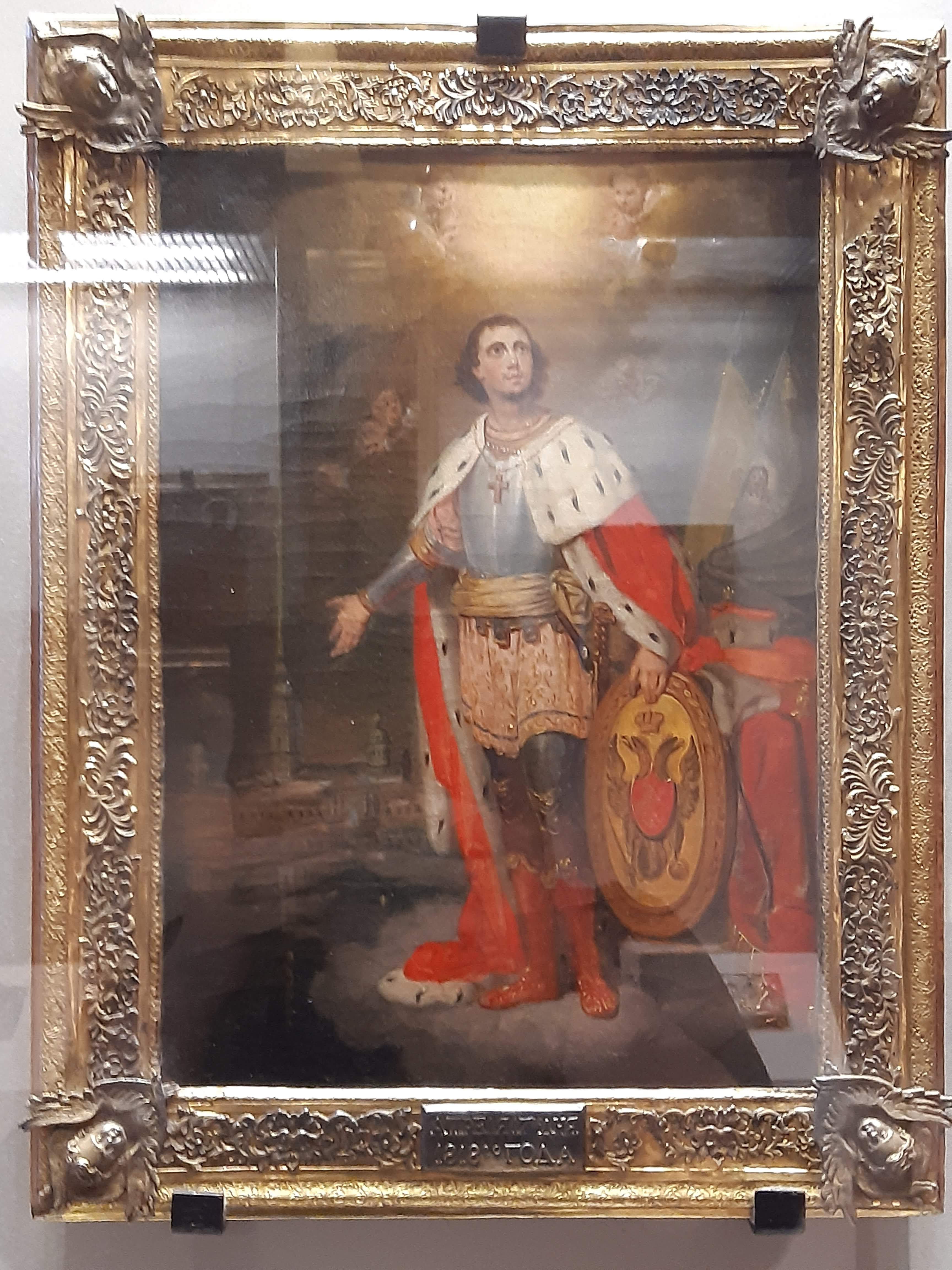
«Александр Невский», 1840-е

Кроме того, сохранились единицы нецарских мерных икон в Церковно-археологического кабинете Троице-Сергиевой лавры («Митрополит Алексий»), Владимиро-Суздальском музее-заповеднике («Василий и Максим Московские»), Троице-Сергиевом монастыре («Стефан Новый»). Известно, что в Государственном Русском музее находятся 2 мерные иконы князей Строгановых.

#### Упоминаемые иконы
- Протоиерей А. Лебедев приводит[15] подробное описание трехъярусного надгробного царского иконостаса в Архангельском соборе на западной грани восточного столпа, и во втором ярусе называет 8 «родимых икон». Это перечисленные выше мужские иконы, плюс 2 несохранившиеся (?) «Михаил Малеин» (царь Михаил Федорович) и «Феодор Стратилат» (боярин Феодор Никитич — патриарх Филарет)[16] (Если эти две иконы — действительно мерные, то они были написаны до восшествия Романовых на престол, и это свидетельствует о распространении традиции, основанной Иваном Грозным, на бояр).
- «Софья» (1634), худ. Иван Паисеин[17] — царевна Софья Михайловна. Упоминается Забелиным.
- «Наталья Никомидийская» (1673, на липовой доске размером 11 вершков / 49 см на 3 вершка /13,3 см), худ. Симон Ушаков — царевна Наталья Алексеевна. О создании известно по челобитной художника: «Да в прошлом же, государь, во 181-м году писал меру ж государыни благоверные царевны и великие княжны Наталии Алексеевны, на мере образ Пресвятыя и Живоначальные Троицы да святыя мученицы Наталии, и за то мне не дано ничего ж, а прежде сего за такие дела было твое великого государя жалованье — сукна и тафты. Милосердый государь… пожалуй меня, холопа своего, для святых икон своим великого государя жалованьем за мое работишко, что тебе милосердому великому государю Бог известит». (Стлб. 182 г. № 240)[18] С изображением в верхней части Святой Троицы[11].

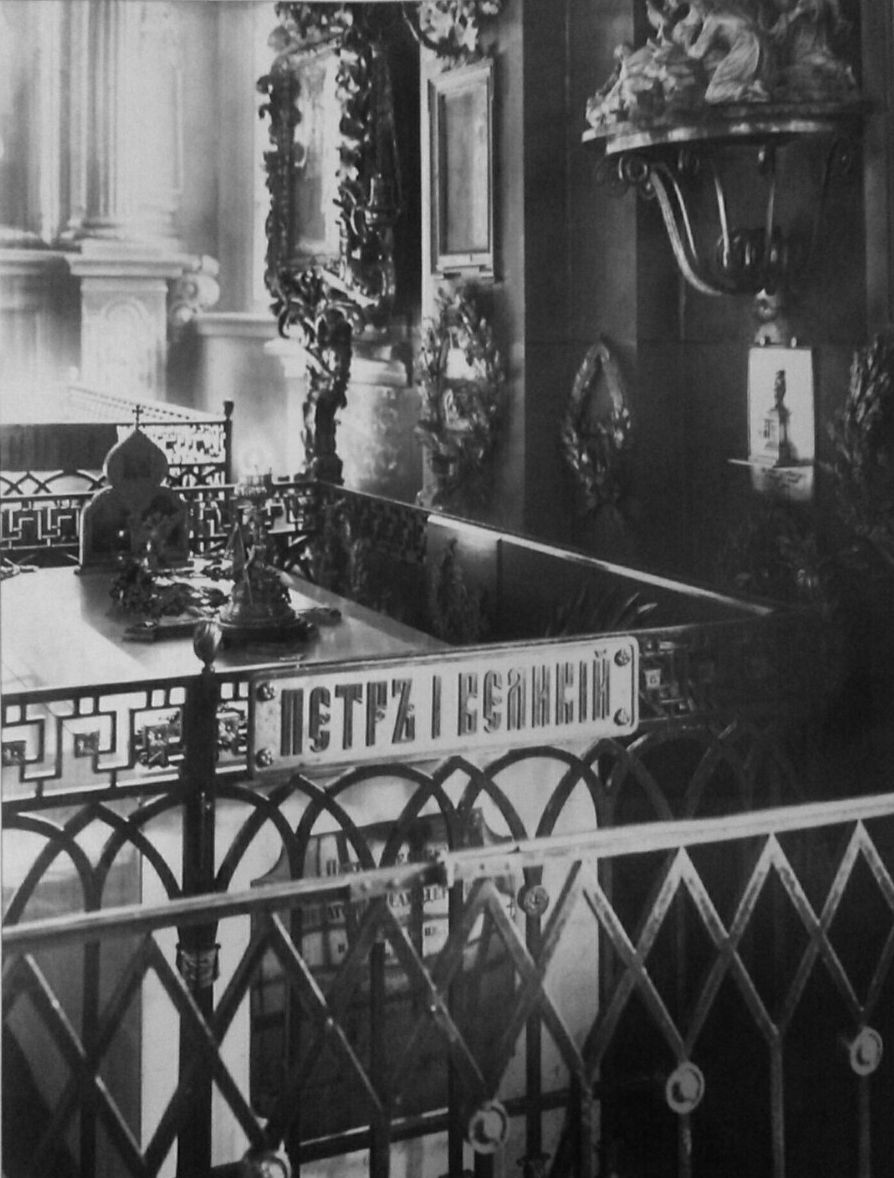
Надгробие Петра I, фотография начала XX века. Справа на стене в скромной рамке мерная икона императора

- «Образа в меру роста» всех детей Александра II и Александра III писал придворный иконописец Василий Макарович Пешехонов[19].

В Петропавловском соборе:
- «Апостол Пётр» (1672), худ. Симон Ушаков и Фёдор Козлов (1672, на кипарисовой доске размером 11 на 3 вер.) — император Пётр I. В дореволюционных описаниях Петропавловского собора упоминается при гробнице императора[7]. Козлов заканчивал икону в связи с болезнью Ушакова. Об этой работе известно из челобитной Ушакова от 1674 г.: «В прошлом государь, во 180-м году, по твоему великого государя указу, писал я, холоп твой, меру благовернаго государя царевича и великого князя Петра Алексеевича всеа Великая и Малыя и Белыя Росии; на мере — образ Пресвятые и Живоначальныя Троицы да святаго апостола Петра знаменил и ризы писал и, волей Божией, в то число заскорбел я, и после меня дописывал тот образ Федор Козлов, ему твое государево жалованье дано, а мне, холопу твоему, не дано» (Стлб. 182 г. № 240)[18]. С изображением в верхней части Святой Троицы.
- «Апостол Павел» (1754, 11,5 вершков (52 см) — император Павел I. В дореволюционных описаниях Петропавловского собора упоминается при гробнице императора[7].

## Современность
Как указывает пресса, «в православных и светских СМИ все чаще можно встретить рекламу мерных икон, которые пишут на заказ под конкретного ребёнка, причём размер иконы совпадает с размером младенца в момент рождения. (…) Она действительно сопровождается мощной рекламной кампанией, причём многие формулировки и обороты вызывают недоумение у священников и специалистов». Тиражируются отзывы наподобие: «Я заказала Мерную икону для своего крестника. В его семье был неразрешимый квартирный вопрос. И представьте себе, что ровно через неделю после появления в доме мерной иконы мои родственники получили квартиру и уже сегодня празднуют новоселье!», а также рекомендации вроде «Как только эти иконы появятся над кроватками наших младенцев, многое изменится. С этого начинается гармонизация духовного, нравственного и телесного развития ребёнка»). Кроме того, в рассказах о мерных иконах встречается прямая ложь — «мерная икона до революции была у каждого православного человека».
Настоятель храма Покрова Пресвятой Богородицы в Филях, кандидат искусствоведения иерей Борис Михайлов комментирует высказывания о «пользе» мерных икон. По его словам, «Это тревожащий факт. Причиной всему — искажение правильного понимания иконы у наших современников, употребление иконы для целей совершенно чуждых православной традиции (хотя иногда вполне благородных на первый взгляд: ради семейного счастья, какого-то благополучия). (…) А когда икона мыслится как некая игрушка, имеющая к тому же ещё и „защитную“ функцию — это ненормально. От обычной иконы тезоименитого святого, „мерная“ отличается только своим „особым“ форматом: „в меру роста ребёнка“. Но размер никак ни влияет на благодатность! Волна невиданной популярности мерных икон сегодня — это маркетинг. Если бы ко мне обратились мои прихожане с вопросом, нужно ли им покупать мерную икону, я бы для начала попытался бы выяснить у них, отдают ли они вообще себе отчёт, что такое икона».
Глава «Клуба православных меценатов» (РКПМ) Андрей Поклонский на открытии выставки мерной иконы в 2013 году подтвердил существование «мерной иконы» как коммерческого проекта: «Когда мы, зарегистрировав „мерную икону“ как бренд только начинали, в Интернете выскакивало всего 5 ссылок. Сегодня, набрав слова „мерная икона“, вы получите около 150 тысяч ссылок, из них более 9 тысяч принадлежат иконописным мастерским, которые благодаря нашему проекту получили заказы». Также он сообщил, что «информационно-просветительский проект „Мерная икона: история и современность“ реализуется уже больше восьми лет (…) Результатом стали новые заказы мерных икон — по нашей статистике, около 3,5 миллиона. Это очевидное, объективное возрождение традиции». Он уточнил, что «мы начали проект возрождения этой традиции в 2005 году, когда о мерной иконе не знал практически никто, даже в церковных структурах (…) Только в Москве и Подмосковье более 50 иконописных сообществ загружены заказами мерных икон. На конец прошлого года мы дали работу более трем тысячам иконописцев» Поклонский осуждает «пиратских» иконописцев, которые пишут мерные иконы без его лицензии: «РКПМ официально запатентовал бренд „Мерная икона“, чтобы не было извращений традиций. В Интернете уже началась вакханалия: люди, не получившие благословения, стали предлагать свои услуги по написанию мерных икон, чтобы просто заработать на этом».

## См. также

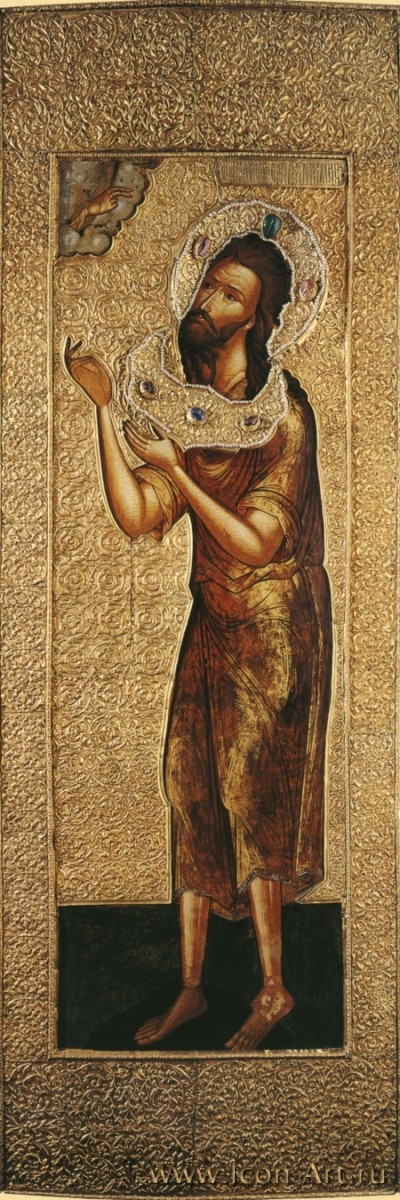
«Святой Алексий — Человек Божий» (1645) — патрональная икона к вступлению на престол Алексея Михайловича